# ヌビア語
ヌビア語（ヌビアご）は、ヌビアの先住民族の言語（言語グループ）である。エジプト南部からスーダン北部に至るナイル川沿いに分布する。

## 言語名別称
- ヌビア諸語
- ヌビ諸語
- ヌバ諸語

## 下位分類
- 古ヌビア語 - 死語
- 中部ヌビア諸語
  - ケヌズ語（Kenuz） 【xnz】 - 50,000人（2014年）
  - ビルケッド語（Birked）
    - ビルケッド語（Birked） 【brk】 - 死語

  - ドンゴラウィ語（Dongolawi）
    - Andaandi 【dgl】 - 180,000人

  - Hill
    - カダル＝グルファン語（Kadaru-Ghulfan）
      - グルファン語（Ghulfan） 【ghl】 - 16,000人
      - カダル語（Kadaru） 【kdu】 - 7,000人

    - 未分類
      - ダイル語（Dair） 【drb】 - 1,000人
      - ディリン語（Dilling） 【dil】 - 5,300人
      - エル・フゲイラト語（El Hugeirat） 【elh】 - 50人
      - カルコ語（Karko） 【kko】 - 13,000人
      - ワリ語（Wali） 【wll】 - 9,000人
- 北部ヌビア諸語
  - ノビイン語（英語版） 【fia】 - 605,000人
- 西部ヌビア諸語
  - ミドブ語（英語版） 【mei】 - 50,000人